# Чемпионат Европы по баскетболу 2015 среди девушек до 16 лет
Чемпионат Европы по баскетболу среди девушек до 16 лет 2015 — 27-й Чемпионат Европы по баскетболу среди девушек до 16 лет проходит с 13 по 23 августа 2015 года на двух аренах португальского города Матозиньюш. В чемпионате принимют участие 16 национальных сборных, разделённых на 4 группы.

## Квалификация
| Турнир                               | Дата                      | Место проведения | Места  | Команды                                                                                               |
| ------------------------------------ | ------------------------- | ---------------- | ------ | --- |
| Чемпионат Европы 2014 (Дивизион «А») | 31 июля — 10 августа 2014 | Дебрецен         | 1 — 13 | Россия Чехия Испания Франция Латвия Венгрия Бельгия Турция Италия Хорватия Сербия Словакия Португалия |
| Чемпионат Европы 2014 (Дивизион «В») | 31 июля — 10 августа 2014 | Таллин           | 1 — 3  | Германия Англия Нидерланды                                                                            |
| Всего                                |                           |                  | 16     | |